# Paralcis pallidimargo
Paralcis pallidimargo là một loài bướm đêm trong họ Geometridae.